# Greg Draper
Greg Draper, né le 13 août 1989, est un footballeur international néo-zélandais évoluant au poste d'attaquant.
Il compte une sélection en équipe nationale.

## Biographie
Le 17 juin 2011, Greg Draper signe pour le club gallois des New Saints.

## Palmarès
The New Saints
- Championnat du pays de Galles
  - Vainqueur : 2013, 2014, 2015, 2016, 2017, 2018.
- Coupe du pays de Galles
  - Vainqueur : 2012 et 2014.

## Sélection internationale
|    | Date             | Lieu                           | Adversaire | Résultat | Compétition                                         |
| -- | ---------------- | ------------------------------ | ---------- | -------- | --------------------------------------------------- |
| 1. | 19 novembre 2008 | Churchill Park, Lautoka, Fidji | Fidji      | 2-0      | Éliminatoires de la coupe du monde de football 2010 |